# Sernhac
Sernhac ist eine französische Gemeinde mit 1816 Einwohnern (Stand 1. Januar 2022) im Département Gard der Region Okzitanien.

## Geografie
Sernhac liegt vier Kilometer von Remoulins und vom Pont du Gard und 20 Kilometer von Nîmes entfernt.
Die Nachbargemeinden von Sernhac sind Vers-Pont-du-Gard im Norden, Remoulins im Nordosten, Fournès im Osten, Meynes im Süden und Lédenon im Westen.

## Etymologie
Der Name kommt vermutlich von dem lateinischen Saraceni, was „Sarazenen“ bedeutet.

## Geschichte
Das Dorf wurde wahrscheinlich in der frühen Phase der römischen Besatzung gegründet, möglicherweise in der Entstehungszeit des Pont du Gard. Es ist denkbar, dass die Römer den Ort zur Überwachung des Gardontals gründeten, dem Militärlager von Théziers gegenüber. Sernhac lag an der Römerstraße von Narbonne nach Lyon. Im Jahr 736 besiegte Karl Martell in einer Schlacht bei Sernhac die Sarazenen. Später war der Ort von hohen Mauern umgeben. Es gab nur einige wenige Zugänge, einer davon war die Porte Sarrasine. Zur Römerzeit gab es in der Nähe einen kleinen Weiler namens Sainte Colombe. Dieser wurde während der Völkerwanderungszeit zerstört. Dort errichtete man eine Kapelle (mit dem Namen Sainte Colombe), von der bekannt ist, dass sie 1522 noch existierte. König Franz I. wohnte 1535 in der Herberge Cheval Blanc (deutsch: Weißes Pferd) in Sernhac. 1564 waren Karl IX. und eine Reihe weiterer wichtiger Persönlichkeiten der Zeit in Sernhac. 1647 bauten die Schwarzen Büßer, eine 1559 gegründete Organisation, eine Kapelle an die Nordwand der Kirche an. 1733 bekam die Kirche ihre neue Glocke. Im Jahr 1790 hatte die Gemeinde schon 1332 Einwohner. Während der Französischen Revolution wurde die Kirche zu einem „Tempel“ des Kults der Vernunft. 1860 wurde die Eisenbahnlinie Lyon-Nîmes eingeweiht. Ein Jahr später, am 11. Februar 1861, wurde im Glockenturm die dreieinhalb Tonnen schwere Marienstatue enthüllt. Bis 1891 war die Bevölkerung auf 959 Einwohner zurückgegangen. 1902 wurde die dritte Glocke der Kirche geweiht. Im Jahr 1930 wurde die Mühle, die das Dorf mit Wasser versorgt hatte, bei einem Sturm schwer beschädigt. 1954 wurde ein öffentlicher Platz nach dem Abriss verfallener Gebäude fertiggestellt. 1959 wurde in Sernhac ein Markt eingerichtet.

### Bevölkerungsentwicklung
| Jahr      | 1962 | 1968 | 1975 | 1982 | 1990 | 1999 | 2009 | 2017 |
| Einwohner | 886  | 903  | 870  | 899  | 1155 | 1226 | 1578 | 1755 |

## Kultur und Sehenswürdigkeiten
- Kirche Saint-Sauveur mit ihren drei Glocken
- Kreuz aus dem 13. Jahrhundert
- Römisches Aquädukt
- Winzergenossenschaft[1]

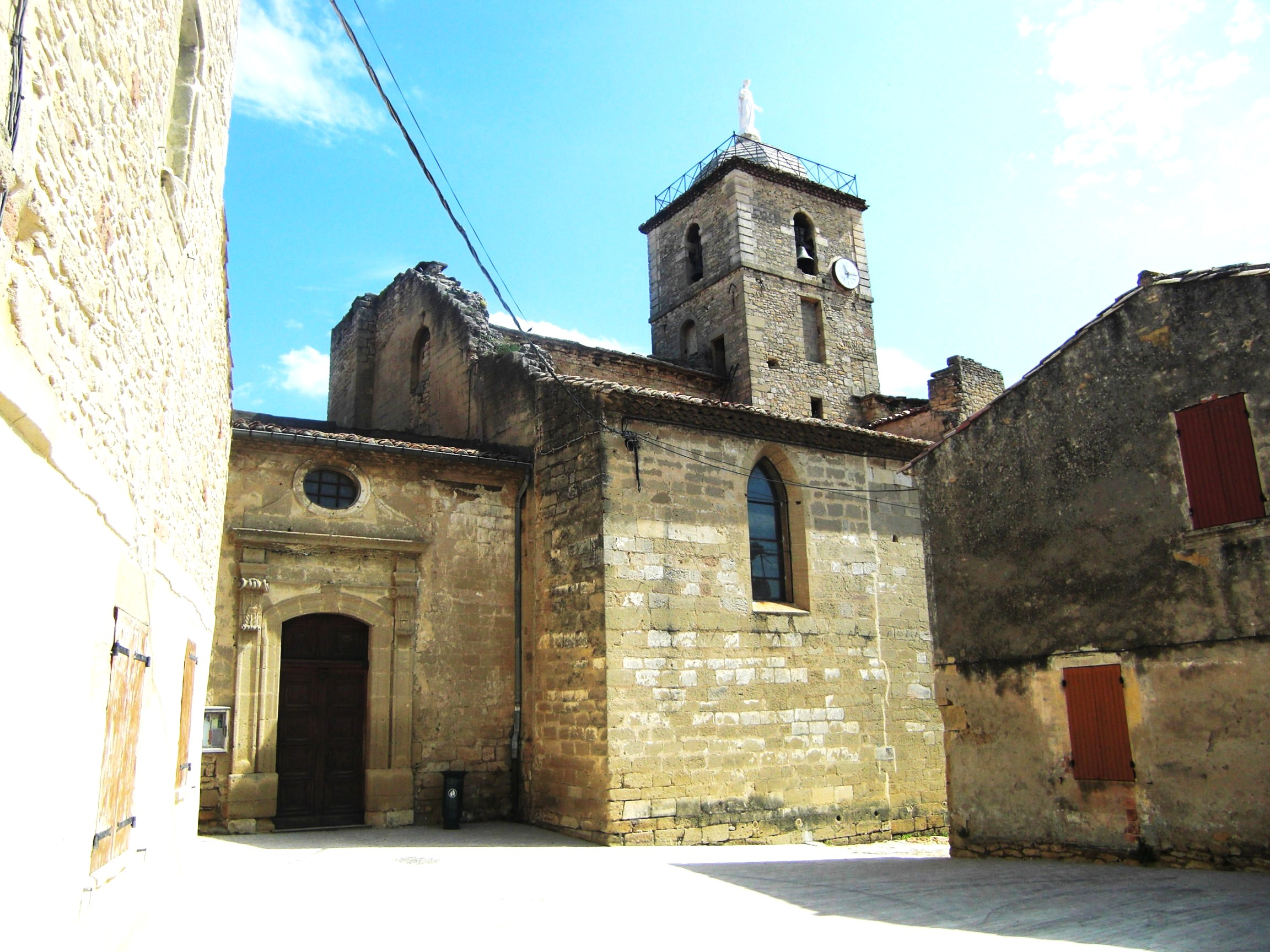
Kirche Saint-Sauveur
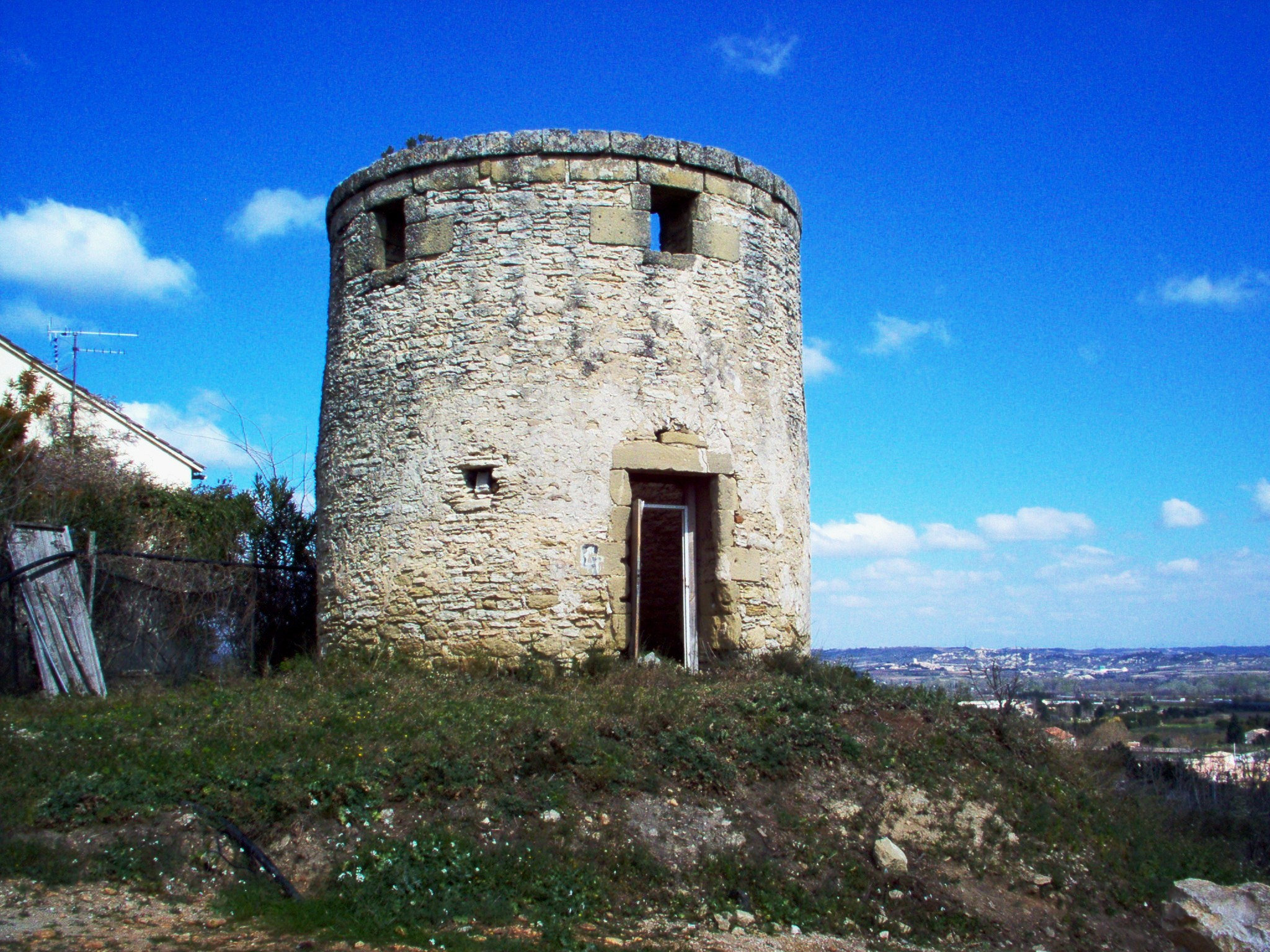
Ehemalige Mühle